# Émond Auger
Pour les articles homonymes, voir Auger.
Émond Auger, né en 1530 à Sézanne, près de Troyes (France) et mort le 19 janvier 1591 à Côme (Italie), est un prêtre jésuite français, prédicateur, confesseur du roi Henri III.

## Biographie
Fils d'un pauvre laboureur, il se rend à Rome, n'ayant d'autre ressource que de mendier, travaille chez les Jésuites de cette ville comme garçon de cuisine, et fut admis dans l'Ordre par Ignace de Loyola lui-même.
Sa formation religieuse et intellectuelle terminée, il rentra en France, et bientôt se distingua par son talent et zèle pour la prédication et ramena à la foi catholique un grand nombre de Protestants du midi. Tombé entre les mains du baron des Adrets, chef des Protestants, il allait être mis à mort quand son éloquence le sauva.
En 1568, il prêcha à la cour devant le roi Charles IX et le duc d'Anjou. Il est possible qu'il soit à l'origine de la dévotion particulière qu'avait Henri III pour le Saint-Esprit.
Après la paix de Saint-Germain, Auger poursuivit son apostolat en essayant de développer les confréries de pénitents à l'image de celles qui existaient en Italie. Il a aidé à créer celles de Toulouse en 1575, de Lyon et de Dôle en rédigeant leurs règle et statuts. Celle de Lyon s'agrégea à l'Archiconfrérie du Gonfalon de Rome. Il voulait promouvoir la réforme de la vie des fidèles et en particulier des nobles qui deviendraient ainsi des exemples pour le peuple.
Henri III l'avait connu dès 1568 et le choisit comme confesseur juste avant la bataille de Jarnac. Il l'avait accompagné dans son voyage d'Avignon à la fin de 1574 et avait participé avec lui à la procession des confréries de pénitents dans cette ville peu avant Noël. Quand en mars 1583 il se sépara de son confesseur, le père Claude Mathieu, provincial de France des jésuites, qu'il jugeait trop proche des intérêts espagnols, il le choisit pour son confesseur; il est le second Jésuite qui ait rempli cette fonction délicate. Il aida le roi qui avait des penchants mystiques à créer des confréries de Pénitents à Paris.
Les contemporains, la reine mère, les ministres, le pape et le nonce trouvaient excessive la dévotion du roi. On a reproché à Auger d'être à l'origine de ces excès de piété, ce qu'il a nié. Malgré son action pour promouvoir les congrégations de pénitents, il était convaincu qu'il était nécessaire d'essayer de vivre en paix avec les réformés dès 1583.
Dans la Métanœelogie il faisait du roi l'image parfaite de la divinité. Il voyait en Henri III le guide spirituel du royaume animé par le saint Esprit conduisant la « nation françoise » sur le chemin du salut éternel. C'était « celui qui donne loi à toutes les actions des inférieurs et qu'il est telle la tête, celui qui en nostre corps préside et donne le mouvement à tout le reste. »
Les Ligueurs l'éloignèrent de la personne du roi. En mars 1589, il est à Lyon au moment où le duc de Nemours entre dans la ville. Il y fait des prédications enflammées qui étaient jugées par le consulat de la ville au cours de la réunion du 20 mars comme apportant « beaucoup de mauvais offices à la cause de la saincte Union des catholicques par les pourparlers et conférences qu’il a avec plusieurs et par ses lettres missives et encores par les exhortations qu’il peut faire en la confession auriculaire et par le moyen d’icelle. » Le consulat s'inquiétant de ses actions lui enjoint de ne plus intervenir par ses prédications ou ses écrits, ou ses confessions « d'autant que par la grace de dieu cette ville est très peuplée d’aultres bons confesseurs. »
Il se retira en Italie après la mort d'Henri III et mourut à Côme.

## Écrits
Il a laissé quelques ouvrages de piété :
- Traité de la vraie, réelle et corporelle présence de Jésus-Christ au sacrement de l'autel (1566).
- Traité du sacrifice de la messe (1566).
- Pégagogue d'armes, pour instruire un prince chrétien à bien entreprendre et heureusement achever une bonne guerre, pour être victorieux de tous les ennemis de son état et de l'Église catholique (1568) dans lequel il décrivait les devoirs d'un prince chrétien et justifiait sa lutte contre des sujets rebelles.
- (la) Catechismus, id est Catholica Christianae Iuventutis Institutio, Paris, Sébastien Nivelle, 1569, 546 p. (lire en ligne).

- Giovanni Pietro Maffei (trad. du latin par Émond Auger), Histoire des choses memorables, sur le faict de la religion chrestienne , dictes et exécutées és pays & royaumes des Indes orientales. Par ceux de la compagnie du nom de Jésus, depuis l'an 1542. jusques à present. Avec certaines epistres notables, & concernantes l'estat des affaires du pays de Japon. Traduit du latin de Jean Pierre Maffeo, en françois. Par M. Edmond Auger de la Compagnie du nom de Jesus... [« Historia rerum a Societate Jesu in Oriente gestarum »], Lyon, Benoist Rigaud, 1571, 233 p. (lire en ligne sur Gallica).
- Métanœlogie sur le sujet de la congrégation des pénitens & de toutes les autres dévotieuse Assemblées en l'église Sainte, ou Discours sur la pénitence (1584).
- Catéchisme et sommaire de la religion chrestienne, avec un formulaire de diverses prières catholiques et plusieurs avertissements pour toutes manières de gens., Bordeaux, Simon Millanges, 1576.
- Epître consolatoire aux catholiques à Lyon, atteints par la peste avec une prière à Dieux, Bordeaux, Simon Millanges, 1578.
- Trésors des prières pour tous estats, Bordeaux, Simon Millanges, 1578.

- (el) Catechismus parvus, Toulouse, Guillaume Regnoult, 1589, 182 p. (lire en ligne).